# Euphémie Vauthier
Pour les articles homonymes, voir Vauthier.
Euphémie Vauthier ou sous son nom d'épouse Euphémie Garcin, est une écrivaine, journaliste et institutrice française. Elle est née à Montignac le 3 mai 1829 et morte à Antony le 4 décembre 1900.
Euphémie Vauthier est la première femme à être poursuivie pour un délit politique commis par la voie de la presse.

## Biographie

### Contexte familial
Euphémie Marie Félicia Vauthier est née à Montignac dans le département de la Dordogne, le 3 mai 1829. Son grand-père, Pierre Vauthier (1742-1814) originaire de Montmorency-Beaufort, est bonapartiste. Il est successivement négociant, agent communal puis maire de Boulogne-sur-Seine pendant la Révolution et l'Empire. Pierre Vauthier se serait suicidé à l'entrée des Cosaques dans sa ville de Boulogne le 1er avril 1814,.
Elle est la fille cadette de Pierre Vauthier (Boulogne, 15 octobre 1784 - Roanne, 29 novembre 1847), polytechnicien en 1801 et ingénieur des ponts et chaussées après être admis dans cette institution le 6 brumaire an 12 (29 octobre 1803),. Il se marie à Bergerac le 10 juin 1811 avec Magdeleine Adèle Lauraine (1786-1855), native de Bordeaux mais de parents propriétaires dans le Périgord. Le 20 septembre 1815, il achète une maison au 3 rue des Fontaines à Bergerac. Sa carrière est ralentie en 1816 sous la Restauration, du fait de son militantisme républicain et il fait l'objet d'une mutation d'ordre politique dans le département du Finistère. Il revient dans celui de la Dordogne en 1825, conçoit et réalise le canal de dérivation de Lalinde en 1838. Pierre Vauthier effectue de nombreuses missions dont celles au pont d'Austerlitz et au quai Bonaparte à Paris, au port de Brest et au port de Cherbourg, au canal latéral à la Loire puis à l'emmagasinement des eaux dans la partie supérieure du bassin de la Loire à Roanne. Il est l'auteur de la formule du Mouvement des eaux courantes, publiée en 1836 dans les Annales des ponts et chaussées et reçoit à cet effet, la première médaille d'or décernée par cette revue. À partir de ces recherches, une autre brochure mais cosignée avec son fils Louis Léger Vauthier, est éditée en 1847 à Roanne, sous le titre Indications sommaire des résultats d'expériences faites à Roanne pour l'étude de quelques conséquences de la formule du mouvement permanent des eaux. Une seconde publication est réimprimée dans un ouvrage en 1848 à Paris, intitulée Hydraulique des cours d'eau. Pierre Vauthier est membre de l'Académie des sciences de Turin depuis le 29 janvier 1837.
La fratrie issue de Pierre Vauthier et Magdeleine Adèle Lauraine, compte dix enfants — quatre garçons et six filles — dont l'ingénieur et homme politique Louis Vauthier (1815-1901), condamné à la déportation le 15 novembre 1849 par la Haute Cour de justice de Versailles à la suite de sa participation à la journée du 13 juin 1849 à Paris. Un autre frère d'Euphémie, Eugène Vauthier (1820-1867), employé aux chemins de fer d'Orléans, est impliqué dans le complot dit de « l'Opéra-Comique » sous le Second Empire mais seulement cité comme témoin dans le procès du 7 novembre 1853 qui se déroule devant la cour d'assises de la Seine à Paris. Enfin, Octave Vauthier (1824-1870), qui prend le chemin de l'exil avec sa compagne Claire Kobierscky, vers la Belgique puis l'Espagne après la condamnation de son frère Louis. Il est le coauteur avec Ernest Cœurderoy d'une monographie politique défendant la Révolution, La barrière du combat ou dernier grand assaut, en 1852.

### Jeunesse
Benjamine de cette famille nombreuse, Euphémie grandit comme une jeune sauvageonne et ne fréquente même pas l'école. Ballottée de ville en ville au gré des affectations de son père, elle s'instruit toute seule à sa guise. À treize ans, son imagination l'amène à écrire des historiettes, qu'un journal local publie en feuilleton. L'adolescente signe par trois étoiles — *** — ce qui lui vaut en retour, le courrier d'un universitaire : « derrière ces étoiles se cache un astre ». Ce compliment l'amuse beaucoup mais n'entame en rien sa modestie et sa nature rêveuse.
Le 29 novembre 1847, son père Pierre Vauthier meurt à son domicile de Roanne au no 34 rue des Minimes à l'âge de 63 ans. Les deux dernières filles du couple, Joséphine et Euphémie, ont respectivement 21 et 18 ans. Les quatre autres aînées, Élisabeth, Émilie, Henriette, Sophie, ne sont pas mariées et restent à charge. Trois des quatre fils, Pierre-Félix, Eugène et Octave, occupent des emplois modiques et incertains.
Louis Vauthier, qui revient du Brésil en 1846 avec son épouse Élisa Joubert, devient le chef de l'ample famille et se préoccupe des moyens de l'entretenir. Trois de ses sœurs tentent la rude carrière de l'enseignement. Euphémie dans la nécessité de gagner sa vie, obtient son brevet d'institutrice. Elle se consacre à son tour, à cette noble mission d'enseigner. Ensemble, les quatre filles Vauthier ouvrent à Paris une institution de jeunes filles.

### Enseignante
| - Acte de mariage d'Eugène Garcin avec Euphémie Vauthier le 11 mai 1861 à Paris 9e. Archives de Paris. - Le poète provençal Eugène Garcin par le photographe Étienne Carjat vers 1865. Bibliothèque nationale de France. |

Euphémie Vauthier est l'une des directrices de l'institution et pension de jeunes filles au 54 rue Blanche à Paris avec ses sœurs, Élisa (diminutif d'Élisabeth), Émilie, Sophie et Henriette Vauthier, toutes institutrices. Elle épouse Eugène Garcin, alors surveillant-professeur dans ce même pensionnat, le 11 mai 1861, dans le 9e arrondissement de Paris. Les témoins au mariage sont : Émile Allard (1818-1892), ingénieur des ponts et chaussées et fouriériste, Georges Vauzy, avocat, journaliste et homme politique, Charles Fauvety, philosophe et fouriériste, Albert Castelnau, écrivain et homme politique.
Le couple fonde une autre institution après la vente de la précédente, dans une rue parallèle, au 6 rue Pigalle.
Ils sont parents de deux enfants nés dans le 9e arrondissement de Paris : Frédéric André Louis, le 19 juin 1862 et Jean Saint-Ange Charles, le 8 février 1866. L'écrivain Frédéric Mistral est le parrain de l'aîné. Un autre intime proche du cercle familial, Saint-Ange Allard (1832-1888), ingénieur des ponts et chaussées et frère d'Émile Allard, donne l'un de ses prénoms au cadet.
L'une de ses belles-sœurs, Claire Kobierscky (1821-1863), est également institutrice à Paris mais rien ne permet de confirmer ou infirmer l'hypothèse de son emploi au sein de l'institution familiale. Claire Kobierscky est la compagne d'Octave Vauthier (1824-1870), qu'elle suit dans son exil en Belgique et en Espagne.
Maîtresse de pension dans la capitale jusqu'à la guerre franco-allemande de 1870, Euphémie Vauthier est nommée, en 1881, professeure d'histoire dans la première École supérieure de jeunes filles fondée par la Ville de Paris et dirigée par Julie Favre. Son frère, Louis Vauthier, qui siège au conseil municipal de Paris et au conseil général de la Seine, lui a donné l'assurance de sa prochaine nomination. Euphémie entre effectivement en fonction au mois d'octobre 1881 et occupe ce poste pendant huit ans.

### Rencontre avec Lamartine
Enseignante, Euphémie Vauthier rédige une fois par an une allocution  prononcée devant ses élèves au moment de la distribution des prix. Présent dans la salle au moment de cet événement scolaire, un de ses amis ne manque pas de remarquer ses figures de style. Il encourage la jeune institutrice à se rendre chez Alphonse de Lamartine et d'aller lire son dernier discours dont certains sont rassemblés dans un recueil en 1858, Conseils aux jeunes filles.
Euphémie, confuse, n'ose pas se présenter devant le célèbre poète et se fait accompagner par l'une de ses sœurs aînées, Henriette Vauthier. Cette rencontre a lieu au cours de l'hiver 1858-1859 et pour les deux femmes, joie et émotion sont étroitement mêlées. Elles sont non seulement intimidées, mais aussi surprises par la posture de l'écrivain, qui les reçoit à son domicile. Lamartine a en effet les deux pieds posés sur le chambranle de la cheminée. L'homme de lettres écoute attentivement et la lecture achevée, se tourne vers ses deux invitées. Il s'adresse à Euphémie : « Mademoiselle, il faut quitter tout ce que vous faites pour écrire. Votre première œuvre achevée, je vous offre mon concours pour la faire réussir ».
L'auteur des Méditations poétiques va tenir sa parole et apporter ses corrections au nouvel ouvrage en cours d’élaboration, Léonie. Il ajoute notamment le sous-titre — essai d'éducation par le roman — et le livre débute par une lettre d'encouragement du dramaturge, écrite en 1860 lors de la parution.
Henriette ne verra pas l'achèvement de l'œuvre. Elle meurt prématurément à l'âge de quarante ans le 18 mai 1859 à Paris. Sa sœur Euphémie lui rend un vibrant hommage dans les premières pages du roman.

### Frédéric Mistral
Euphémie Vauthier est reconnaissante envers Lamartine et plaide pour une souscription en faveur de celui-ci. Elle argumente en ce sens dans un article titré « Dernier appel ! » et publié le 10 janvier 1860 dans Le Courrier du Gard, grâce à l'entremise de Frédéric Mistral.
Ce dernier avait félicité Euphémie le 22 octobre 1859 par un courrier, où il indique : « Je suis enchanté, Mademoiselle, que Lamartine, mon illustre bienfaiteur, vous encourage à vous lancer dans la vie littéraire ». Une nouvelle correspondance entre Mistral et Euphémie le 24 juin 1860 se poursuit ainsi : « Ma belle romancière, ce début est entouré d'encre rouge et au-dessous de la même encre le mot Mademoiselle… Vous êtes un grand cœur et une honnête femme ; Léonie est un des meilleurs livres de ce 19e siècle… ».
Ami commun d'Euphémie Vauthier et Eugène Garcin, parrain de leur fils aîné, Frédéric Mistral prend ses distances avec le couple en 1864 pour une obscure raison,. Une lettre d'Eugène Garcin serait à l'origine d'un désaccord avec Mistral. Dans un échange de courrier avec Mme Garcin le 1er avril 1864, Mistral s'en explique : « Puisque vous tenez à savoir pourquoi je ne puis plus aller chez vous, le voici. Priez M. Garcin de vous communiquer la lettre qu'il m'écrivit il y a quelques temps [sic]… Cela du reste n'a rien qui vous soit personnel ». 
En 1868, avec la publication de son livre, Les Français du nord et du midi, Eugène Garcin accuse ses amis félibres de séparatisme. La discorde entre les deux hommes atteint son paroxysme. La réconciliation entre Garcin et Mistral se fera quelques années plus tard.

### Écrivaine

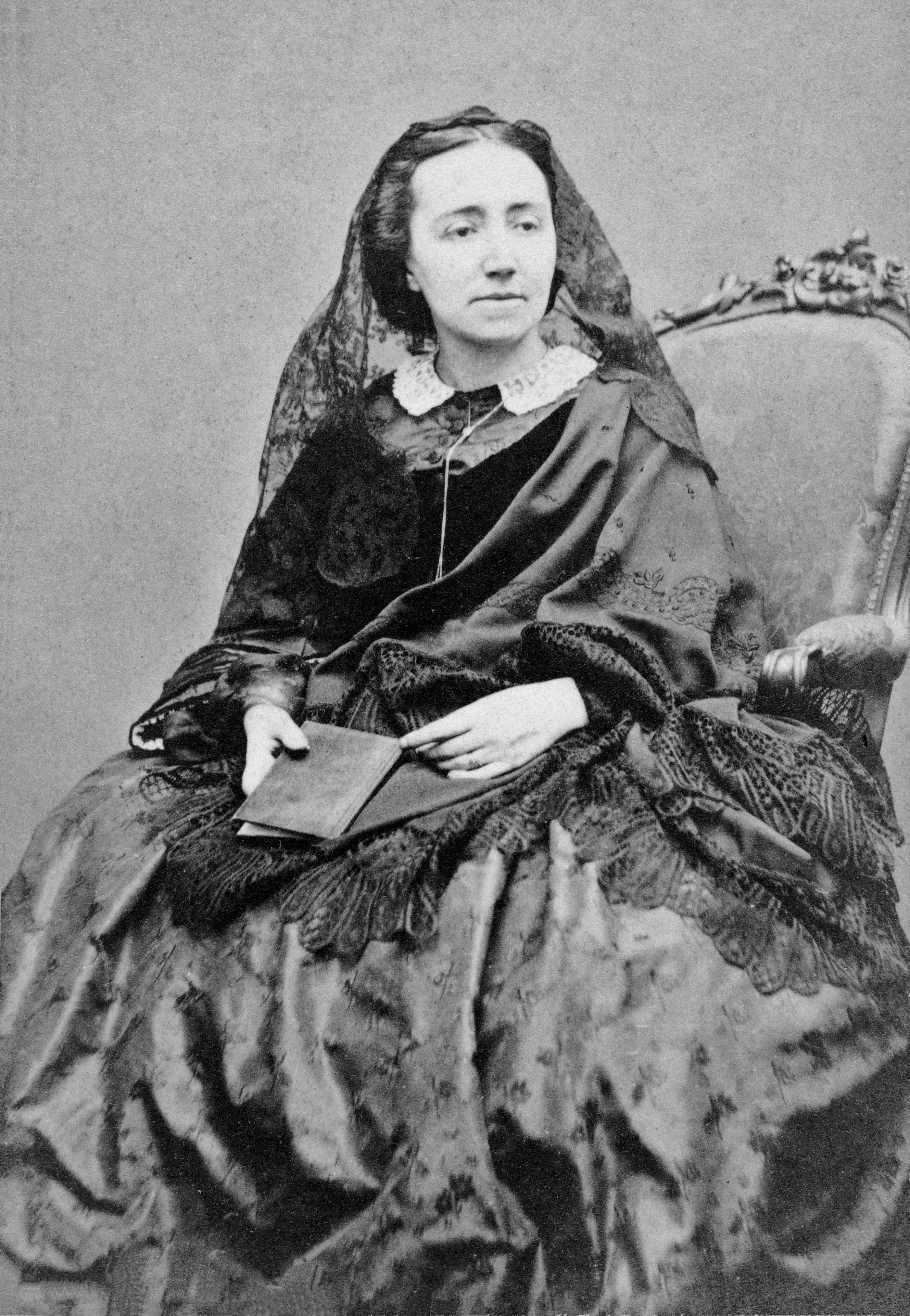
Euphémie Vauthier-Garcin par le photographe Étienne Carjat en 1863. Au verso du portrait : À Madame Fertiault. Souvenir affectueux, Euphémie Garcin, 9 juin 1863. Bibliothèque nationale de France.

Euphémie Vauthier se consacre à l'écriture et publie des ouvrages sur l'instruction des filles, ainsi que des romans inspirés de ce thème. Elle commence par des discours de distribution de prix qui sont réunis en un volume sous le titre, Conseils aux jeunes filles, en 1858. Cette première réalisation littéraire est bien accueillie par la critique. Fort de ce succès, elle écrit en 1860, Léonie, un essai d'éducation par le roman avec l'appui du poète Alphonse de Lamartine, qui lui préface son livre. Plusieurs œuvres suivent : Charlotte, Une expiation, Nora ainsi que des romans historiques comme Madame Roland, Jacques Cœur et Étienne Marcel.
Elle intègre la Société des gens de lettres le 25 mai 1868, en même temps que son époux.
Euphémie Vauthier est la collaboratrice du journal La Vie littéraire, dont le rédacteur en chef est Albert Collignon (1839-1922). Elle publie dans ce périodique plusieurs études ainsi que des articles, comme la série La femme de lettres pauvre au XIXe siècle en huit chapitres, du 22 novembre 1877 au 3 janvier 1878,.

### Féministe
Elle devient membre titulaire de la Société mutuelle de protection des femmes en septembre 1865. Présente également dès la fondation du Droit des Femmes en juin 1868 avec son amie André Léo (Victoire Léodile Béra), elle publie dans leur revue à partir de juillet 1869.
Elle est membre du Comité du Denier et du comité directeur de l'Association pour le droit des femmes. Le 15 mai 1869, elle adhère à la « Revendication des droits civils refusés à une moitié de la nation ».

### Combat politique
Féministe, elle est également engagée politiquement. Euphémie Vauthier prend la défense des victimes de la répression versaillaise lors de la Commune de Paris. Elle est poursuivie pour un article inséré dans le journal L'Avenir à Auch, publié le 2 décembre 1871 sur l'exécution de Louis Rossel le 28 novembre à Satory et qui débute ainsi : « Ils croient l'avoir tué, et à jamais ils le font vivre ! ».
Traduite devant la cour d'assises du Gers en audience publique le 8 avril 1872 pour « délit d'offenses envers l'Assemblée nationale », elle est acquittée par son président Théophile Audidier et après avoir bénéficié du soutien de Victor Hugo. À l'issue de ce procès, le procureur de la République — un légitimiste pourtant — conclut : « Vos accusateurs Madame, n'ont qu'à s'incliner devant vous ».
Euphémie Vauthier est la première femme à être poursuivie pour un délit politique commis par la voie de la presse.

### Drame
Euphémie Vauthier est profondément éprouvée par la disparition tragique de son fils cadet Jean, lieutenant de marine à bord d'un navire de commerce, le brick Saint-Pierre, et mort en mer aux Antilles le 23 janvier 1888, à l'âge de 22 ans.
Elle donne sa démission de l'École supérieure et se retire à la campagne dans les environs de Paris, d'abord en 1892 à Bures dans le département de Seine-et-Oise au no 23 du hameau Le Petit-Menil, puis en 1894 à Antony dans le département de la Seine au no 3 Villa La Providence.

### Fin de vie
Sa faiblesse physique ne lui permet pas d'assister aux funérailles de son amie, l'écrivaine Julie Rodde, l'épouse du poète François Fertiault, le 1er novembre 1900. La dernière correspondance d'Euphémie Vauthier, en date du 2 novembre suivant, est pour cet auteur proche.
Elle meurt un mois plus tard à Antony, le 4 décembre 1900. François Fertiault, dans une lettre adressée à l'attention d'Eugène Garcin, écrit : « Ainsi, nos cœurs ont maintenant double deuil ; ainsi à un mois de distance l'amie a suivie l'amie, comme si l'âme de l'une avait attiré l'autre… ».

## Œuvres

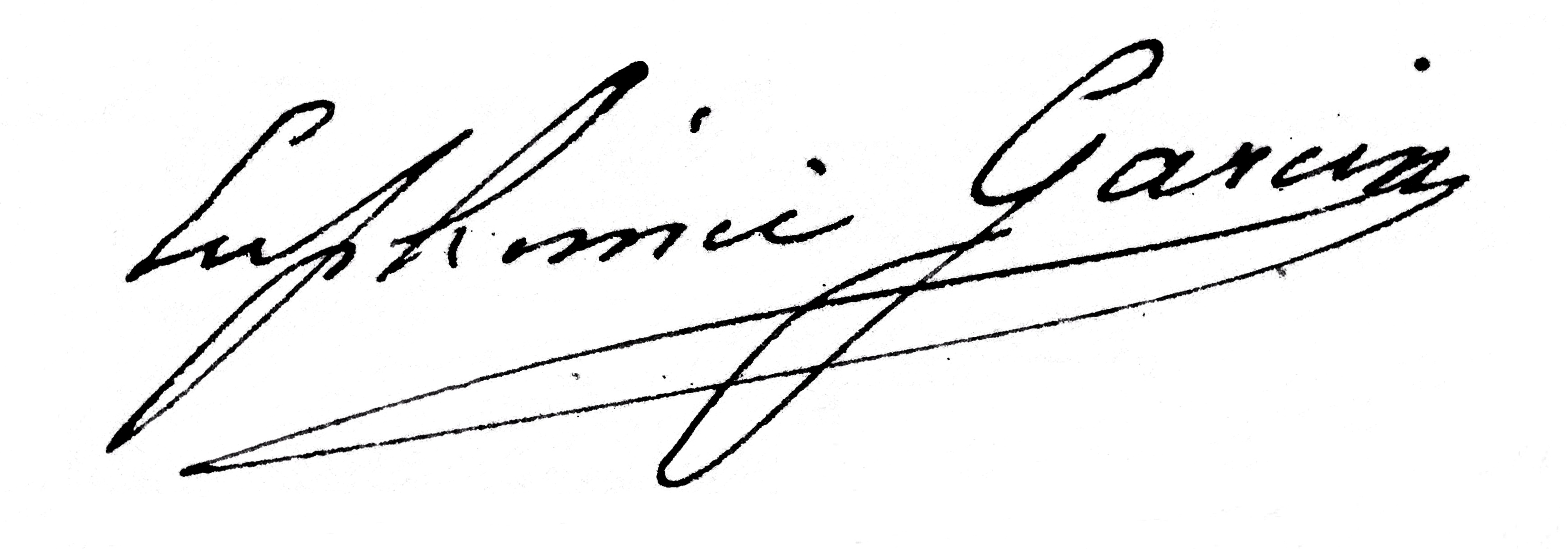
Signature d'Euphémie Vauthier, épouse Garcin. Bibliothèque nationale de France.

- Euphémie Vauthier, Conseils aux jeunes filles (discours), Paris, Éditions Firmin Didot, frères et Cie, 1er janvier 1858, 47 p. (lire en ligne)
- Euphémie Vauthier (préf. Alphonse de Lamartine), Léonie : Essai d'éducation par le roman, Paris, Éditions Librairie Nouvelle Achille Bourdilliat et Cie, 1er janvier 1860, 310 p. (lire en ligne)
- Euphémie Garcin, Charlotte (roman), Paris et Bruxelles, Éditions Librairie internationale A. Lacroix, Verboeckhoven et Cie, 1er janvier 1863, 372 p.
- Euphémie Garcin (dans le « Bulletin de la Société des gens de lettres »), Une vengeance de la nature (nouvelle), Paris, Éditions de l'imprimerie Alcan-Levy, 1er juillet 1877, 13 p. (lire en ligne)
- Euphémie Garcin (dans le journal « La Vie littéraire »), La femme de lettres pauvre au XIXe siècle, Paris, Éditions de La Vie littéraire, 1er janvier 1877 « introduction, chapitres 1 et 2 »« chapitre 3 (début) »« chapitre 3 (suite) et 4 »« chapitre 5 »« chapitre 6 »« chapitre 7 »« chapitre 8 (fin) », sur Retronews
- Euphémie Garcin, L'honneur des femmes et Hélène (deux nouvelles), Paris, Éditions Librairie Hachette, 1er janvier 1879
- Euphémie Garcin, Madame Roland (biographie historique), Paris, Éditions Librairie centrale des publications populaires, Henri E. Martin, 1er janvier 1880 (réimpr. 1885), 160 p.
- Euphémie Garcin, Le calvaire d'une enfant (éducation morale et civique), Paris, Éditions Librairie centrale des publications populaires, Henri E. Martin, 1er janvier 1881, 95 p.
- Euphémie Garcin, Un héros obscur (éducation morale et civique), Paris, Éditions Librairie centrale des publications populaires, Henri E. Martin, 1er janvier 1881, 95 p.
- Euphémie Garcin, Une expiation (roman), Paris, Éditions Librairie centrale des publications populaires, Henri E. Martin, 1er janvier 1881
- Euphémie Garcin, Jacques Cœur : son milieu et son époque (biographie historique), Paris, Éditions Charavay, Mantoux et Martin, 1er janvier 1881, 157 p.
- Euphémie Garcin, Nora (roman), Paris, Éditions Paul Ollendorff, 1er janvier 1882, 218 p. (lire en ligne)
- Euphémie Garcin, Étienne Marcel (biographie historique), Paris, Éditions Librairie centrale des publications populaires, Henri E. Martin, 25 avril 1882, 160 p. (lire en ligne)

### Articles
- Marie-Louise Néron, « La mort de Mme Eugène Garcin », La Fronde, Paris, no 1093,‎ 6 décembre 1900, p. 2 (lire en ligne)
- Lucien Descaves (collection et documents manuscrits, dossier n° 540), « Correspondances de Mme Eugène Garcin : 1880 à 1896 », Institut international d'histoire sociale, Amsterdam,‎ 28 novembre 2017, p. 1 à 18 (Papiers d'André Léo dans les archives de Lucien Descaves, lire en ligne)
- Lucien Descaves (collection et documents manuscrits, dossier n° 729), « Deux âmes sœurs unies dans la vie et dans la mort : Madame Julie Fertiault et Madame Eugène Garcin, née Euphémie Vauthier », Institut international d'histoire sociale, Amsterdam,‎ 28 novembre 2017, p. 1 à 24 (Papiers d'André Léo dans les archives de Lucien Descaves, lire en ligne)

### Ouvrages
- Pierre Larousse (dir.), Grand dictionnaire universel du XIXe siècle : français, historique, géographique, mythologique, bibliographique, vol. 2e supplément, t. 17 (Encyclopédies et dictionnaires français), Paris, Éditions de l'administration du grand dictionnaire universel, 1er janvier 1877, 2024 p. (lire en ligne), « Garcin Euphémie Vauthier », p. 1302
- Gustave Vapereau (dir.), Dictionnaire universel des contemporains : contenant toutes les personnes notables de la France et des pays étrangers, vol. 5e édition, Paris, Éditions de la Librairie Hachette et Cie, 1er janvier 1880, 2026 p. (lire en ligne), « Garcin (Eugène-André) et Mme Garcin née Euphémie Vauthier », p. 772
- Angelo De Gubernatis (dir.), Dictionnaire international des écrivains du jour, vol. 2, Florence (Italie), Éditions Louis Nicolaï, 1er janvier 1890, 2089 p. (lire en ligne), « Garcin (madame Eugène, née Euphémie Vauthier », p. 1023
- Claudia Poncioni (dir.) (préf. Antonio Dimas, université de São Paulo), Ponts et idées : Louis-Léger Vauthier, un ingénieur fouriériste au Brésil, Paris, Éditions Michel Houdiard, coll. « Essais », 10 octobre 2009, 492 p. (ISBN 978-2-35692-022-5, présentation en ligne)Ouvrage biographique sur Louis Vauthier, sa famille, son journal personnel. Nombreux passages concernant Euphémie Vauthier et Eugène Garcin.
- Alice Primi (dir.), Être fille de son siècle : l'engagement politique des femmes dans l'espace public en France et en Allemagne de 1848 à 1870 (soutenance de thèse), Saint-Denis, Éditions de l'université de Paris-VIII, 26 octobre 2006, 909 p. (présentation en ligne, lire en ligne)

### Notices et ressources
- Ressource relative à la vie publique :   - Maitron
- Notices d'autorité :   - VIAF
  - ISNI
  - BnF (données)
  - IdRef